# آدم فيرغسون
آدم فيرغسون (بالإنجليزية: Adam Ferguson )‏ (ولد في 1 يوليو أو 20 يونيو عام 1723، وتوفي في 22 فبراير 1816) المعروف أيضاً باسم فيرغسون من راث هو فيلسوف ومؤرخ من عصر التنوير الإسكتلندي. كان فيرغسون متعاطفاً مع المجتمعات التقليدية مثل مجتمع المرتفعات الإسكتلندية، لأنها أنتجت الشجاعة والولاء. انتقد فيرغسون المجتمعات التجارية لأنها أسفرت عن رجال ضعفاء وغير جديرين بالثقة وغير مهتمين بالمجتمع. يُدعى فيرغسون أيضاً بـ «أبي علم الاجتماع الحديث» لاسهاماته في بواكر تطور هذا المجال. يشتهر فيرغسون بعمله مقالة في تاريخ المجتمع المدني.

## حياته
ولد آدم فيرغسون في لوغيريات في أتول، بيرثشاير، في اسكتلندا. والده ريف آدم فيرغسون. حصل فيرغسون على تعليمه في مدرسة لوغيريات باريش، ومدرسة بيرث غرامر، وفي جامعة إدنبرة وجامعة سانت أندروز. شغل فيرغسون منصب نائب الملحق الديني في عام 1745 نظراً لمعرفته باللغة الغيلية الاسكتلندية، في الفيلق الثالث والأربعين (الحراسة السوداء)، نال فيرغسون رخصة الوعظ في استثناء عن المعتاد؛ إذ أنه لم يكمل ست سنوات من الدراسة اللاهوتية المطلوبة.
يظل الجدل قائماً حول مشاركة فيرغسون في القتال في معركة فونتينوي (1745)، ورفضه لترك ساحة القتال، بالرغم من طلب العقيد له أن يترك الميدان. أصبح الملحق الديني الأساسي في 1746. استمرت علاقته بالفيلق حتى عام 1754، عندما ترك عمله في الوعظ الديني واتجه إلى الحياة مع الكتب.
عاد فيرغسون إلى إدنبرة بعد مكوثه في لايبزيغ، حيث خلف ديفيد هيوم في يناير من العام 1757، ليعمل في وظيفة أمين المكتبة في كلية المحاماة، ولكنه استقال من هذا العمل بعد فترة وجيزة ليكون وصياً على عائلة إيرل من بيوت. أصبح فيرغسون أستاذاً للفلسفة الطبيعية في جامعة إدنبرة، وانتقل في عام 1764 إلى فلسفة العقل وفلسفة الأخلاق.
نشر آدم فيرغسون كتابه مقالة في تاريخ المجتمع المدني في عام 1767، ونال الكتاب اهتماماً واسعاً وتُرجم إلى العديد من اللغات الأوروبية. سافر فيرغسون في منتصف سبعينيات القرن الثامن عشر إلى أوروبا القارية، وقابل فولتير. سجل فيرغسون عضويته في نادي البوكر في كتابه الصغير عام 1776.
ظهرت منشوراته خفية الهوية عن الثورة الأمريكية في عام 1776 مناقضة لـ«ملاحظات عن طبيعة الحرية المدنية» لريتشارد بيرس، وفيه تعاطف مع رؤى التشريع البريطاني. اختير فيرغسون في عام 1778 ليكون سكرتيراً لمفوضية إحلال السلام التي أخذت على عاتقها مهمة المفاوضات مع المستعمرات الثائرة، ولكن دون جدوى.

## فلسفة الأخلاقيات
يتعامل فيرغسون مع الإنسان في فلسفته الأخلاقية بصفته كائن اجتماعي، ويشرح اعتقاداته بالأمثلة السياسية. يؤمن فيرغسون بتقدم النوع البشري، ويضع مبدأ الاستحسان الأخلاقي في مقدمة متطلبات نيل الكمال. انتقد فكتور كوزان تأملات فيرغسون قائلاً: 
نرى في منهجيته الحكمة والحذر اللذين تتسم بهما المدرسة الإسكتلندية، مع مزيد من الحسم والذكورية في النتائج. يستجد علينا مبدأ الكمال، وهو عقلاني وشامل مقارنة بالتعاطف والإحسان، وذلك، في رأينا، يضع فيرغسون في مكانة تفوق كل أسلافه.
حاول فيرغسون بصياغة هذا المبدأ أن يؤلف بين الأنظمة الأخلاقية جميعاً. يعترف فيرغسون بقوة مصلحة الذات أو النفعية كما فعل هيوم وتوماس هوبز، ويدخلها في الأخلاق في صورة قانون الحفاظ على الذات. يدمج فيرغسون بين نظريتي الإحسان الكوني لفرانسيس هاتشيسون ونظرية التعاطف المتبادل لآدم سميث (المعروفة بنظرية التَشاعُر الآن)، ويطلق على النظرية الناتجة اسم قانون المجتمع. تظهر هذه القوانين بوصفها وسائل لا غايات، فهي تظل خاضعة لغاية عليا، وهذه الغاية هي الكمال.
يتبع فيرغسون في الجزء السياسي من منظومته الفكرية آراء مونتسكيو، وينادي بدعم الحرية المنظّمة والحكومة الحرة. رأى معاصروه في كتاباته أهمية بالغة، باستثناء هيوم.

## الفكر الاجتماعي
يستشهد فيرغسون في كتابه مقالة في تاريخ المجتمع المدني بالكُتاب القدماء والمعاصرين، لتحليل المجتمع التجاري ونقد هجر القيم الأخلاقية والفضائل الجماعية. يقع الصراع في مركز نظرية فيرغسون عن المواطنة، بالإضافة إلى المشاركة السياسية والبسالة العسكرية. يؤكد فيرغسون على قدرة الشخص على وضع نفسه مكان أخيه، قائلاً «الشعور بالخليل» كان «سمة الطبيعة البشرية». يؤكد فيرغسون على أهمية الترتيب العفوي، مثل أصدقائه آدم سميث وديفيد هيوم وغيرهما من المفكرين الإسكتلنديين، ويعني بذلك النتائج المتماسكة والمؤثرة، التي تصدر من الأفعال غير المنسقة التي يقوم بها الأفراد.
يرى فيرغسون التاريخ مركباً متدرجاً من التاريخ الطبيعي والتاريخ الاجتماعي، ينتمي إليه كل البشر. التاريخ الطبيعي من خلق الله، ومنه البشر أنفسهم، وهو تاريخ متقدم. أما التاريخ الاجتماعي، يشبه التاريخ الطبيعي، ويصنعه البشر، وبسبب هذا العامل فهو يمر ببعض العقبات. لكن البشر يلتمسون التقدم بنور الله في مضمار التاريخ الاجتماعي. لا يعيش البشر لأنفسهم، ولكنهم يعيشون لتنفيذ خطة الله. ويؤكد أن صفة المروءة في العصور الوسطى كانت من الصفات المهمة للرجولة المثالية. كانت النصائح الموجهة للرجال البريطانيين بالتخلي عن الأدب المفرط باعتبارها من صفات الأنوثة، مثل الرغبة المُلِّحة لإسعاد الآخر، والتحلي بصفات أقل سطحية تشير للفضائل الباطنية واللياقة تجاه «جنس أعدل».
كان فيرغسون من رواد فكرة التقدم الاجتماعي. إذ اعتقد أن نمو المجتمع التجاري عبر سعي الفرد الدؤوب لمنفعة الذات يؤدي إلى تقدم مستدام للذات. ولكن فيرغسون يعتقد أيضاً، على الجانب الآخر، أن مثل هذا النمو التجاري يؤدي لانحدار الفضيلة وانهيار يشبه الانهيار الذي تعرضت له روما. حل فيرغسون هذا التناقض الواضح، نظراً لكونه مسيحياً مشيخياً، بوضع التطورين في سياق خطة إلهية اقتضت التقدم الحتمي والإرادة البشرية الحرة. يرى فيرغسون أن المعرفة التي تحققها البشرية خلال أفعالها تُشكِّل جزءاً داخلياً من تقدمها، حتى لو أسفرت تلك الأفعال عن تأخر مؤقت، فهي حركة باتجاه الكمال النهائي عصيّ المنال.
تأثر فيرغسون بالإنسانية الكلاسيكية التي صاغها مفكرون مثل تاسيتس ونيكولو مكيافيلي وتوماس هوبز. كما تأثر أيضاً بزملائه في جمعية صفوة إدنبرة، التي شملت آدم سميث وديفيد هيوم. يعتقد فيرغسون أن الحضارة تقوم بصورة أساسية على القوانين التي تحد من الاستقلال الفردي لصالح توفير الحرية وشعور الأمان والعدل. ويحذر من الفوضى الاجتماعية التي تنتهي بالطغيان. تخلى أعضاء المجتمع المتمدن عن الحرية-الاستقلالية، التي يتمتع بها الهمج، لصالح الحرية-الأمن، أو الحرية المدنية. يستخدم مونتسكيو حجة شبيهة.
يؤكد سميث أن تراكم رأس المال محرك النمو، بينما يرى فيرغسون أن الإبداع والتقدم التقني عاملان مهمان، وهو في هذا الصدد متسق مع التفكير الحديث. يرى سميث أن النزعة التجارية تضفي على الرجال صفات خسيسة. ينتقد فيرغسون الرأسمالية مستخدماً رؤى سميث. يتفوق فيرغسون على سميث في نقد الرأسمالية، حتى وصل تأثير أفكاره إلى هيغل وماركس.
يُعتبر كتاب مقالة في تاريخ المجتمع المدني محاولة  مبدعة لاستعادة تراث مواطنة الإنسانية المتمدنة في بريطانيا الحديثة، وأثرت على أفكار الجمهوريانية التي اعتنقها الآباء المؤسسون للولايات المتحدة.

## العائلة
تزوج فيرغسون من كاثرين بيرنيت في عام 1767. كان فيرغسون ابن عم جوزيف بلاك وصديقه وزميله أيضاً، وكانت كاثرين ابنة أخي بلاك. أنجب الزوجان سبعة أطفال، أكبرهم آدم فيرغسون (ضابط بالجيش البريطاني) وصديق مقرب من السيد والتر سكوت، وكان من أبنائهم أيضاً جيمس وجوزيف وجون وإزابيلا وماري ومارغريت.

## روابط خارجية
- آدم فيرغسون على موقع الموسوعة البريطانية (الإنجليزية)